# Fərid Mansurov
Fərid (Farid) Mansurov est un lutteur azerbïdjanais spécialiste de la lutte gréco-romaine né le 10 mai 1982 à Dmanissi en Géorgie.

## Biographie
Lors des Jeux olympiques d'été de 2004 se tenant à Athènes, il remporte la médaille d'or en combattant dans la catégorie des -66 kg. Il remporte également le titre mondial lors des Championnats du monde de 2007 et 2009 puis la médaille d'argent lors des Championnats du monde de 2002.